# 三毳山
三毳山（みかもやま）は、栃木県にある山。関東平野の北西端に位置し、南北約3.5 kmにわたって連なる細長い山である。最高峰は青竜ヶ岳と呼ばれ、標高は229 mである。

## 観光
三毳山の南側の一部は県営都市公園「みかも山公園」となっており、山麓にはみかも山公園東口広場、みかも山公園西口広場、みかも山公園南口広場などが整備されて市民の憩いの場となっている。また、山の北側にカタクリの群生地があり、「万葉自然公園かたくりの里」と呼ばれている。山麓からは何本かのハイキングコースがあるほか、東口・西口・南口の各広場からはフラワートレインが運行されているので、これを利用して登ることもできる。

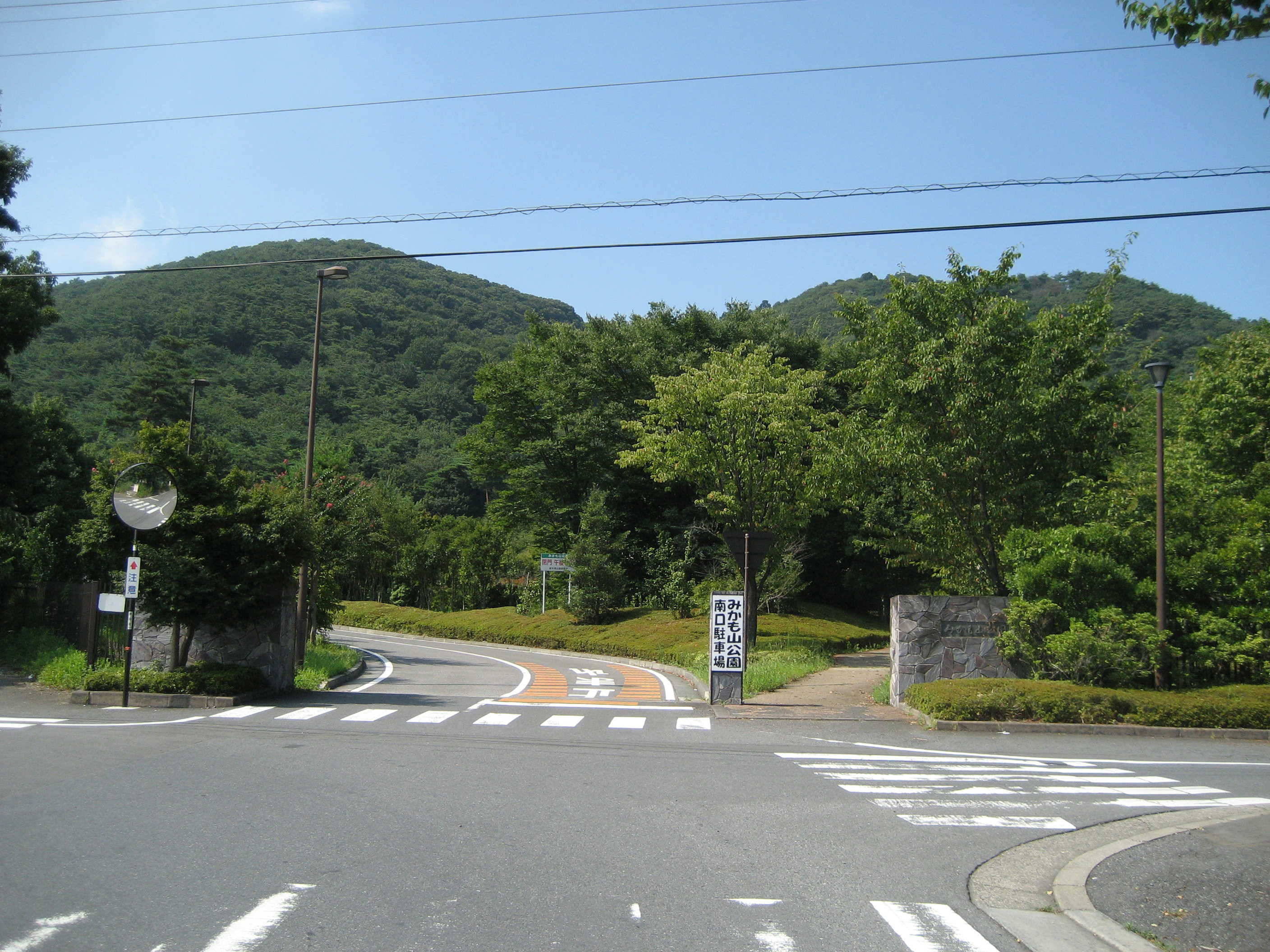
みかも山公園南口
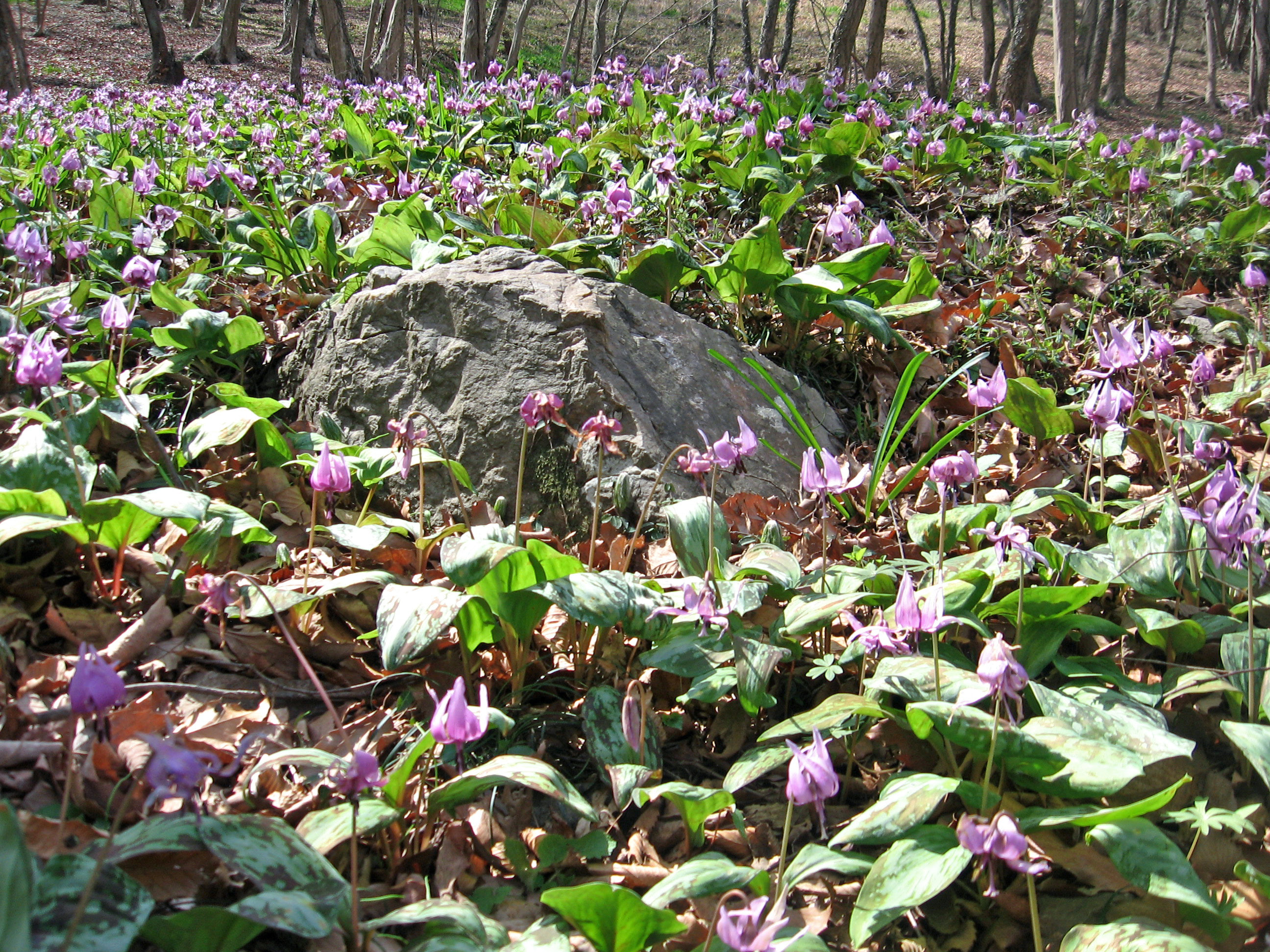
カタクリの群生地

## 交通
東北自動車道が山の西側を通過しており、佐野藤岡インターチェンジが最寄となる。国道50号が山の南側を通過している。最寄駅は、JR両毛線岩舟駅または東武日光線静和駅。

### 路線バス
みかも山公園南口広場に隣接する道の駅みかも内にバス停留所があり、ふれあいバス（愛称・ふれあいバス）岩舟線が利用できる。JR栃木駅南口、岩舟駅、静和駅から乗車可能。平日午後限定で佐野新都市バスターミナルにも乗り入れており、同所でも乗降できる。
| 乗り場       | 系統   | 主要経由地                                                                        | 行先       | 運行事業者   |
| ------------ | ------ | --------------------------------------------------------------------------------- | ---------- | ------------ |
| 道の駅みかも | 岩舟線 | 静和駅・岩舟駅・ぶどう団地・カインズモール大平・とちぎメディカルセンター しもつが | 栃木駅南口 | ふれあいバス |

また、カタクリの咲く時期に限り佐野駅からかたくりの里まで臨時にバスが運行されることがある。

## 周辺
- とちぎ花センター
- 道の駅みかも
- 栃木JIMINIE俱楽部 自然の家みかも[4]（栃木県立みかも自然の家[注釈 1]）
- いわふねフルーツパーク[7]
- みかもリフレッシュセンター[8]
- 佐野藤岡インターチェンジ
- 佐野サービスエリア
- 岩船山
- 三毳不動尊
- 高岡山高平寺
- 日光例幣使街道 犬伏宿と富田宿の間にあたり、山の北側を通っている。

## 歴史
- かつて西側山麓には安蘇沼があり、藤岡のみかほの崎から古くは岩舟の古江（元 安蘇郡古江）付近まで伸びていたもよう[要出典]。
- 万葉集や歌人などによって歌に詠まれてきた東山道の橋立・美加保ノ関の内側の湖は安蘇沼であったが、京都の天橋立の内海は阿蘇海である[要出典]。
- 下野風土記には、阿蘇川原並美加保乃関とある。
- 西側と東側山麓には白山神社があったようだが、現在の名称は変更されているもよう[要出典]。
- 南東側山麓に古道「東山道」の跡と推定されている道がある。また、この道筋に古代の関所があったとされる[9]。
- 平将門を描いた将門記に描かれている、多治経明および坂上遂高らが押領使および藤原秀郷と対陣した「高山之頂」は安蘇山（三毳山）を指すとの説があり、手前の低い山が、美可母(美加毛)ノ山、美加保ノ山とされる[要出典]。
- 昔は独立して見えるのを山、連なったのを嶺、嶺の突出した山を岳などと区別して詠まれてきたケースも多い。